# كومفوكس
كوفوكس (اختصار لعبارة kommunal vuxenutbildning، حرفيًّا التعليم البلدي للبالغين) هو شكل من أشكال التعليم الثانوي للبالغين في السويد. وتخصص الحكومة أموالًا للبلديات لهذا النوع من التعليم، الذي يُقدَّم في المقام الأول للبالغين ممن لم يكملوا الدراسة الابتدائية أو الثانوية، أو الذين لم يحققوا الدرجات اللازمة للتعليم العالي.
هذا النوع من التعليم موجود منذ عام 1968، على الرغم من أن أشكاله قد تغيرت وبعض البلديات لم تعد تستخدم مصطلح Komvux. تتضمن الدورات المقدمة كل من المواد الدراسية النظرية مثل اللغات والرياضيات، والدورات الموجهة نحو مهنة ما، مثل الإدارة أو اقتصاديات الأعمال.
تشمل أنواع التعليم الأخرى التي تمولها الحكومة للبالغين في السويد särvux (التعليم للبالغين للأشخاص ذوي الاحتياجات الخاصة)، وKY (التعليم المهني المؤهل)، وSFI (السويدية للمهاجرين)؛ وفي البلديات الأصغر حجمًا، غالبًا ما ينسق مركز تعليم واحد أشكال التعليم المختلفة للبالغين.

## روابط خارجية
- Förordning (2002:1012) om kommunal vuxenutbildning، القانون المنظم لتعليم الكبار الذي تموله الحكومة في السويد.
- Vuxenutbildningen Linné نسخة محفوظة 4 مارس 2016 على موقع واي باك مشين.، مدرسة كومفوكس في أوبسالا (بالإنجليزية).